# Kanton Barjols
Kanton Barjols (fr. Canton de Barjols) je francouzský kanton v departementu Var v regionu Provence-Alpes-Côte d'Azur. Tvoří ho devět obcí.

## Obce kantonu
- Barjols
- Bras
- Brue-Auriac
- Châteauvert
- Esparron
- Pontevès
- Saint-Martin
- Seillons-Source-d'Argens
- Varages